# Teofano (cesarzowa bizantyńska)
Teofano – cesarzowa bizantyńska. 

## Życiorys
Była córką szynkarza Anastaso, która zmieniła imię na Teofano. W 956 poślubiła Romana II. Mieli troje dzieci:
- Bazylego II Bułgarobójcę – kolejnego cesarza
- Konstantyna VIII – kolejnego cesarza
- Annę Porfirogenetkę – żonę wielkiego księcia kijowskiego – Włodzimierza I Wielkiego

W 959 r. została cesarzową. Pod jej wpływem Roman II zamknął matkę i siostry w klasztorze. Teofano miała się też przyczynić do zamordowania żyjącego na wygnaniu Stefana Lekapena. W imieniu synów sprawowała władzę od 15 marca do 15 sierpnia 963 roku. Pomogła osiągnąć tron Niceforowi II Fokasowi. Została też jego żoną. Związała się jednak z Janem I Tzimiskesem, który stał się jej kochankiem. Pod jej wpływem zorganizowano spisek na życie Nicefora II (10/11 grudnia 969 r.). Jan I Tzimiskes wstąpiwszy na tron pod wpływem opinii publicznej zesłał ją na wyspę Prote. Po jej próbie powrotu do stolicy w 970 roku została ponownie zesłana, tym razem do Damidion w Armenii. Gdy tron objął jej syn Bazyli II (976) powróciła do Konstantynopola, ale nie odegrała już politycznej roli. 
Była przedstawiana przez historyków bizantyńskich jako wcielenie zła. Oskarżano ją o otrucie Konstantyna VII i męża Romana II. Jej postać uwieczniono w literaturze popularnej m.in. W mrokach złotego pałacu, czyli Bazylissa Teofanu. 